# Suzanne Grandais
Suzanne Grandais, nata Suzanne Gueudret (Parigi, 14 giugno 1893 – Vaudoy-en-Brie, 28 agosto 1920), è stata un'attrice francese del cinema muto.
Soprannominata la Mary Pickford francese, lavorò alla Gaumont principalmente con Louis Feuillade e con Léonce Perret. Morì in un incidente d'auto a soli 27 anni.

## Biografia
Giovane ballerina, iniziò una carriera teatrale al Théâtre de Cluny in Le Château des loufoques di Benjamin Rabier. Dopo una tournée in America Latina, debuttò al cinema per la Société Française des Films Éclair e la Lux. Léonce Perret, con il quale inizia una proficua collaborazione, la fa diventare una delle stelle della Gaumont. Dal 1911 al 1913 interpreta più di 45 pellicole per la compagnia della margherita. Anche Louis Feuillade la prende sotto le sue ali protettrici, facendola entrare nel suo gruppo di attori preferiti che provengono per lo più dal teatro. Gira per lui la serie La Vie telle qu'elle est, pellicole di grande impatto, drammi popolari legati alla vita di tutti i giorni. Con Perret, talvolta nelle vesti di regista, altre in quelle di attore, gira numerosi film, spesso anche questi serial cinematografici.
Nel 1913, insieme a Yvette Andréyor, un'altra attrice della Gaumont, lascia la casa di produzione per girare in Germania con Marcel Robert, cognato di Émile Cohl, e con Charles Decroix per la Dekagé (Deutsche Kinematograph Gesellschaft). Tra il 1913 e il 1914, interpreta quasi venti film. Molti di questi, a causa dei pessimi rapporti tra Francia e Germania, vengono girati in Francia per far dimenticare al pubblico la loro origine tedesca. Dopo questo periodo, Suzanne Grandais - insieme a Raoul d'Archy - fonda una propria compagnia di produzione cui dà il nome Les films Suzanne Grandais.
Durante la guerra, lavora a Éclipse. Il dramma Suzanne del 1916 fu un grande successo che le diede il rango di star internazionale. Nel 1918, Louis Delluc la compara all'attrice americana Pearl White. Nel 1920, l'attrice firma un contratto con Charles Burguet con il quale gira tre film. Durante le riprese in Alsazia di L'Essor, un film in dieci episodi diretto da Burguet, rimane uccisa in un incidente stradale insieme all'operatore in una strada deserta della Senna e Marna.

## Filmografia
La filmografia - basata su IMDb - è completa.
- Les Parents de l'enfant prodigue, regia di Louis Feuillade (1910)
- Au bord de la faute, regia di Louis Feuillade (1910)
- Le Moïse du moulin, regia di Léonce Perret (1911)
- Les Vipères, regia di Louis Feuillade (1911)
- La Fille du juge d'instruction, regia di Louis Feuillade (1911)
- L'Aventure de Miette, regia di Émile Chautard (1911)
- Le Roi Lear au village, regia di Louis Feuillade (1911)
- Un nuage, regia di Léonce Perret (1912)
- Une leçon d'amour, regia di Léonce Perret (1912)
- Le Pont sur l'abîme, regia di Louis Feuillade (1912)
- La Fin d'une révolution américaine, regia di Louis Feuillade (1912)
- Les Blouses blanches, regia di Léonce Perret (1912)
- Le Destin des mères, regia di Louis Feuillade (1912)
- Le Chrysanthème rouge, regia di Léonce Perret (1912)
- La prison sur le gouffre - I - 3 brumaire an V', regia di Louis Feuillade (1912)
- Nanine, femme d'artiste, regia di Léonce Perret (1912)
- Le Mariage de Suzie, regia di Léonce Perret (1912)
- La Petite Duchesse, regia di Léonce Perret (1912)
- La Bonne Hôtesse, regia di Léonce Perret (1912)
- Laquelle?, regia di Léonce Perret (1912)
- La Lumière et l'Amour, regia di Léonce Perret (1912)
- Graziella la gitane, regia di Léonce Perret (1912)
- Le Tourment, regia di Louis Feuillade e Léonce Perret (1912)
- L'Amour passe, regia di Victorin-Hippolyte Jasset (1912)
- Main de fer, regia di Léonce Perret (1912)
- Le Cœur et l'Argent, regia di Louis Feuillade e Léonce Perret (1912)
- Main de fer contre la bande aux gants blancs
- Le Nain, regia di Louis Feuillade (1912)
- Olga, the Adventuress (1912)
- L'Homme de proie, regia di Louis Feuillade (1912)
- La Vertu de Lucette, regia di Louis Feuillade (1912)
- Le Mystère des roches de Kador, regia di Léonce Perret (1912)
- La Rançon du bonheur, regia di Léonce Perret (1912)
- Le Noël de Francesca, regia di Louis Feuillade (1912)
- L'Obsession du souvenir (1913)
- Les Bretelles, regia di Léonce Perret (1913)
- Les Audaces de cœur, regia di Louis Feuillade e Léonce Perret (1913)
- Léonce en voyage de noces, regia di Léonce Perret (1913)
- L'Apollon des roches noires, regia di Léonce Perret (1913)
- La Dentellière, regia di Léonce Perret (1913)
- Erreur tragique, regia di Louis Feuillade (1913)
- La Vengeance du sergent de la ville, regia di Louis Feuillade (1913)
- Léonce veut maigrir, regia di Léonce Perret (1913)
- Les Épingles, regia di Léonce Perret (1913)
- Le Collier de Nini Pinson, regia di Léonce Perret (1913)
- Léonce flirte, regia di Léonce Perret (1913)
- Main de fer et l'évasion du forçat de Croze, regia di Léonce Perret (1913)
- By Design of Heaven (1913)
- Le Homard, regia di Léonce Perret (1913)
- La Force de l'argent, regia di Léonce Perret (1913)
- Au fond du gouffre
- Léonce cinématographiste, regia di Léonce Perret (1913)
- Das Lufttorpedo, regia di Marcel Robert (1913)
- L'Énigme de la Riviera, regia di Léonce Perret (1915)
- L'Heure du rêve, regia di Léonce Perret (1915)
- Suzanne, professeur de flirt, regia di René Hervil e Louis Mercanton (1916)
- Suzanne, regia di René Hervil e Louis Mercanton (1916)
- L'Esclave de Phidias, regia di Léonce Perret (1917)
- Lorena
- Le Siège des trois K, regia di Jacques de Baroncelli (1917)
- Oh! Ce baiser!, regia di René Hervil e Louis Mercanton (1918)
- Simplette, regia di René Hervil (1919)
- Mea culpa
- Son aventure
- Midinettes, regia di René Hervil e Louis Mercanton (1919)
- Gosse de riche, regia di Charles Burguet (1920)
- L'Essor, regia di Charles Burguet (1921)
- Suzanne et les brigands, regia di Charles Burguet (1921)